# Troinex

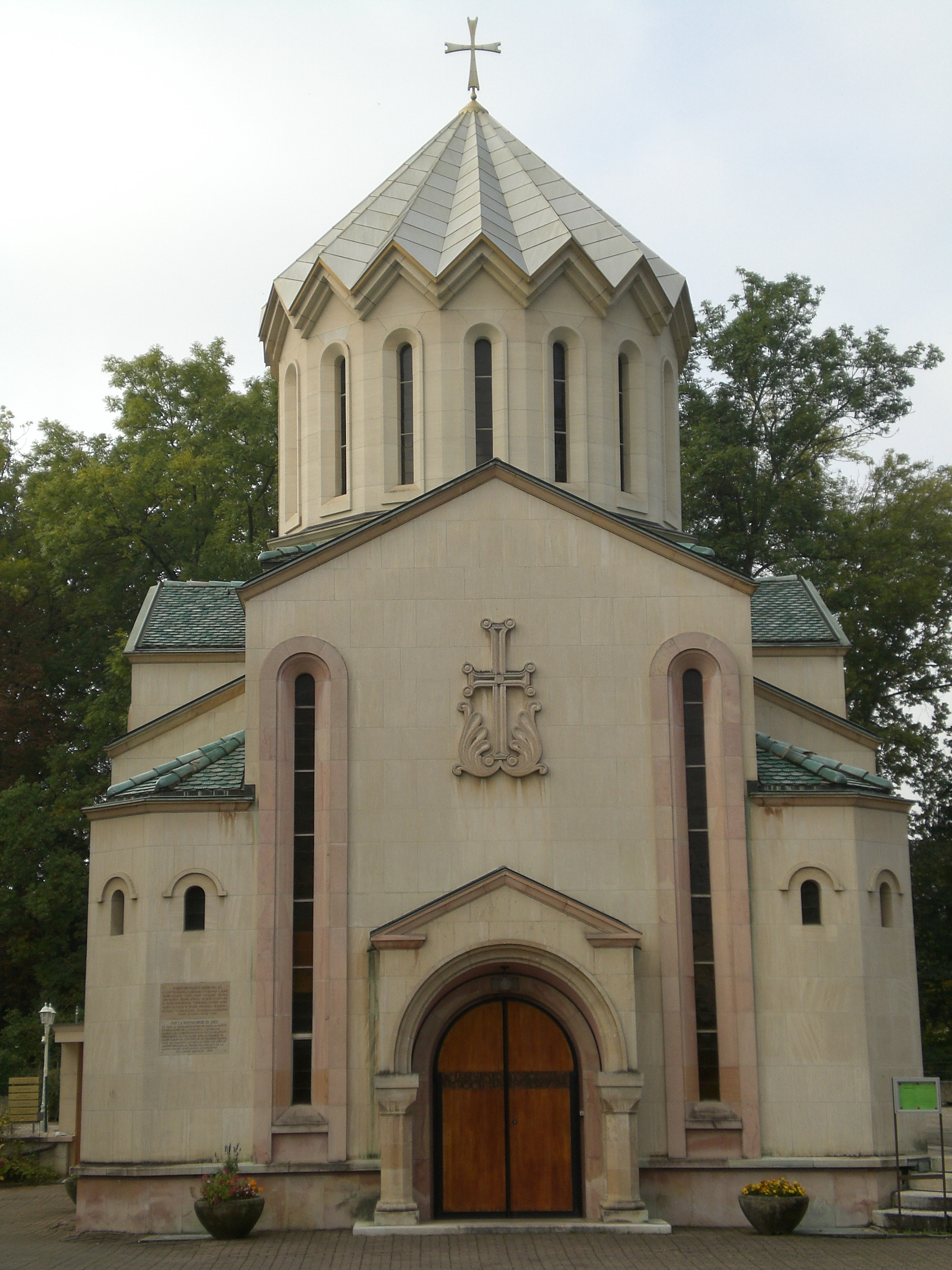
Nhà thờ Armenia Troinex

Troinex là một đô thị of the bang Genève, Thụy Sĩ.
Đô thị này có diện tích 3,38  km², dân số năm 2007 là 2154 người.